# Chrysops tidwelli
Chrysops tidwelli is een vliegensoort uit de familie van de dazen (Tabanidae). De wetenschappelijke naam van de soort is voor het eerst geldig gepubliceerd in 1962 door Philip and Jones.